# Chaintrix-Bierges
Chaintrix-Bierges és un municipi francès, situat al departament del Marne i a la regió del Gran Est. L'any 2007 tenia 247 habitants.

## Demografia

### Població
El 2007 la població de fet de Chaintrix-Bierges era de 247 persones. Hi havia 100 famílies, de les quals 24 eren unipersonals (12 homes vivint sols i 12 dones vivint soles), 32 parelles sense fills i 44 parelles amb fills.
La població ha evolucionat segons el següent gràfic:
Habitants censats

### Habitatges
El 2007 hi havia 116 habitatges, 99 eren l'habitatge principal de la família, 4 eren segones residències i 13 estaven desocupats. 113 eren cases i 1 era un apartament. Dels 99 habitatges principals, 86 estaven ocupats pels seus propietaris, 12 estaven llogats i ocupats pels llogaters i 1 estava cedit a títol gratuït; 6 tenien dues cambres, 8 en tenien tres, 25 en tenien quatre i 60 en tenien cinc o més. 88 habitatges disposaven pel capbaix d'una plaça de pàrquing. A 27 habitatges hi havia un automòbil i a 63 n'hi havia dos o més.

### Piràmide de població
La piràmide de població per edats i sexe el 2009 era:
| Homes | Edats   | Dones |
| ----- | ------- | ----- |
| 0     | 95 o +  | 0     |
| 0     | 90 a 94 | 0     |
| 0     | 85 a 89 | 4     |
| 8     | 80 a 84 | 0     |
| 4     | 75 a 79 | 4     |
| 8     | 70 a 74 | 8     |
| 0     | 65 a 69 | 0     |
| 4     | 60 a 64 | 0     |
| 8     | 55 a 59 | 16    |
| 12    | 50 a 54 | 0     |
| 16    | 45 a 49 | 16    |
| 8     | 40 a 44 | 4     |
| 12    | 35 a 39 | 12    |
| 12    | 30 a 34 | 12    |
| 0     | 25 a 29 | 4     |
| 4     | 20 a 24 | 0     |
| 8     | 15 a 19 | 4     |
| 4     | 10 a 14 | 12    |
| 8     | 5 a 9   | 8     |
| 8     | 0 a 4   | 8     |

## Economia
El 2007 la població en edat de treballar era de 169 persones, 130 eren actives i 39 eren inactives. De les 130 persones actives 117 estaven ocupades (62 homes i 55 dones) i 13 estaven aturades (5 homes i 8 dones). De les 39 persones inactives 15 estaven jubilades, 11 estaven estudiant i 13 estaven classificades com a «altres inactius».

### Ingressos
El 2009 a Chaintrix-Bierges hi havia 115 unitats fiscals que integraven 290,5 persones, la mediana anual d'ingressos fiscals per persona era de 19.379 €.

### Activitats econòmiques
Dels 12 establiments que hi havia el 2007, 1 era d'una empresa de construcció, 6 d'empreses de comerç i reparació d'automòbils, 1 d'una empresa d'hostatgeria i restauració, 3 d'empreses immobiliàries i 1 d'una entitat de l'administració pública.
L'únic servei als particulars que hi havia el 2009 era un paleta.
L'any 2000 a Chaintrix-Bierges hi havia 8 explotacions agrícoles que ocupaven un total de 728 hectàrees.

## Equipaments sanitaris i escolars
El 2009 hi havia una escola elemental integrada dins d'un grup escolar amb les comunes properes formant una escola dispersa.

## Poblacions més properes
El següent diagrama mostra les poblacions més properes.